# 信濃追分駅
信濃追分駅（しなのおいわけえき）は、長野県北佐久郡軽井沢町大字追分にある、しなの鉄道しなの鉄道線の駅である。

## 概要
信越本線時代は中央本線富士見駅と並んで、特急が通る日本最高所駅（957 m）として知られていたが、しなの鉄道に移管されると共に特急設定は消滅した。現在でもしなの鉄道最高所駅であり、JRを除いた普通鉄道では最も標高の高い駅である（JRで最も標高の高い駅は小海線野辺山駅の標高1,345.67m）。
JR時代は高崎支社と長野支社の境界駅（実際の境界は隣の御代田駅との間）だった。
「追分」は中山道と北国街道の分岐点の意味であり、旧国名の「信濃」を冠したのは駅昇格時、現在の室蘭本線と奥羽本線に同名の追分駅（追分駅 (北海道)・追分駅 (秋田県)をそれぞれ参照）が既に存在していたからである。
一時期、不動産分譲のために「西軽井沢」へ駅名と地名を変更する計画もあったと言うが、地元住民やこの地に別荘を持っていた詩人等の反対で実現しなかったとされる。

## 歴史
追分は、中山道宿場町として栄えた町であったが、鉄道開通により寂れていた。帝国鉄道庁初代総裁であった平井晴二郎や鉄道院副総裁を務めた野村龍太郎等が現地を視察した際にこの実情を知り、大学生の夏場の合宿地として宿場の建物を利用することを発案して、まずは夏場に限った仮乗降場として開設された。鉄道院副総裁を務めた長谷川謹介の指示により、1923年（大正12年）になり本設の駅に昇格した。

### 年表
- 1909年（明治42年）6月25日：鉄道院の追分仮停車場として開設[1]。
- 1923年（大正12年）10月1日：鉄道省信越本線の信濃追分駅となる[1]。
- 1969年（昭和44年）10月1日：営業範囲を「一般運輸営業」から「旅客、手荷物、小荷物及び小口扱貨物」へ変更する[4]。
- 1972年（昭和47年）3月15日：営業範囲を「旅客、発送手荷物及び発送小荷物（9月11日 - 翌年7月19日までの期間は旅客に限る。）」へ変更する[5]。
- 1974年（昭和49年）10月1日：営業範囲を「旅客、発送荷物（9月11日 - 翌年7月19日までの期間は、旅客に限る。）」へ変更する[6]。
- 1984年（昭和59年）2月1日：営業範囲を「旅客」へ変更する[7]。
- 1985年（昭和60年）3月14日：無人駅化[8]。
- 1987年（昭和62年）4月1日：国鉄分割民営化に伴い、東日本旅客鉄道（JR東日本）の駅となる[9]。
- 1997年（平成9年）10月1日：北陸新幹線開業に伴い、東日本旅客鉄道からしなの鉄道に移管される[9]。
- 2005年（平成17年）秋：駅舎内に暮しの手帖別冊「あたらさん」の編集室が設置される。
- 2013年（平成25年）7月13日：自動券売機が供用開始[10]。
- 2020年（令和2年）10月25日：「あたらさん」編集室を閉鎖[11]。
- 2026年（令和8年）春季：交通系ICカード「Suica」利用サービス開始（予定）[12]。

## 駅構造
相対式ホーム2面2線を有する地上駅。駅舎に北口、下りホーム軽井沢方に南口が設置されている。南口はしなの鉄道移管時の無人駅化に伴い設置された。上り線軽井沢方に横取あり。JR時代は駅員配置駅であったが、現在は無人駅。但し、2013年7月13日より自動券売機が設置されている。なお、以前はゴールデンウィークと夏休み期間中は乗車券臨時発売があり、小諸駅から駅員が派遣されていたが、自動券売機設置に伴い2015年以降行われなくなった。
両ホームには、乗車駅証明書発行機が設置されている。木造駅舎を備える。

### のりば
| 番線 | 路線          | 方向 | 行先       |
| ---- | ------------- | ---- | ---------- |
| 1    | ■しなの鉄道線 | 上り | 軽井沢方面 |
| 2    | ■しなの鉄道線 | 下り | 長野方面   |

（出典：しなの鉄道:駅構内マップ）

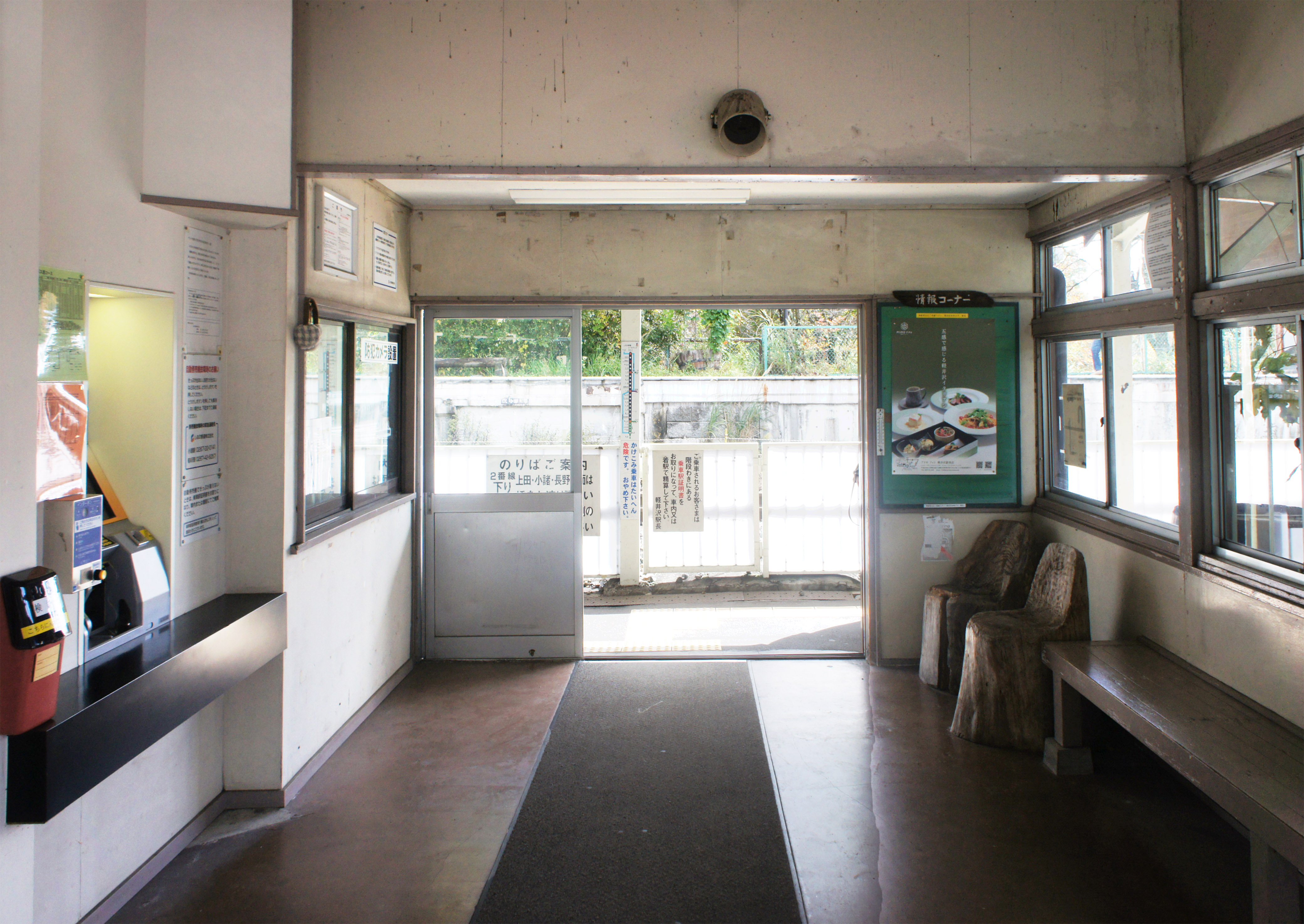
待合室
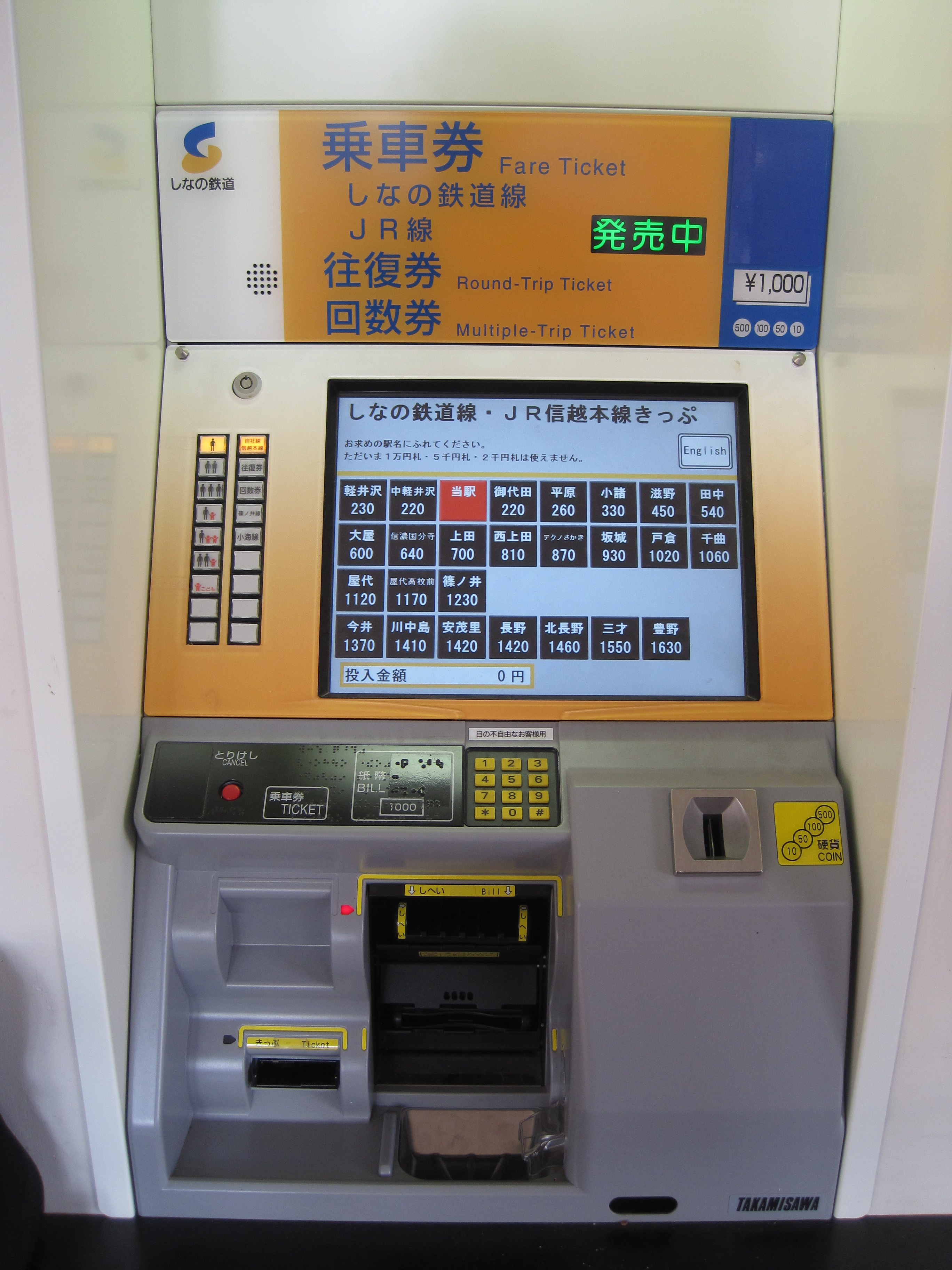
自動券売機
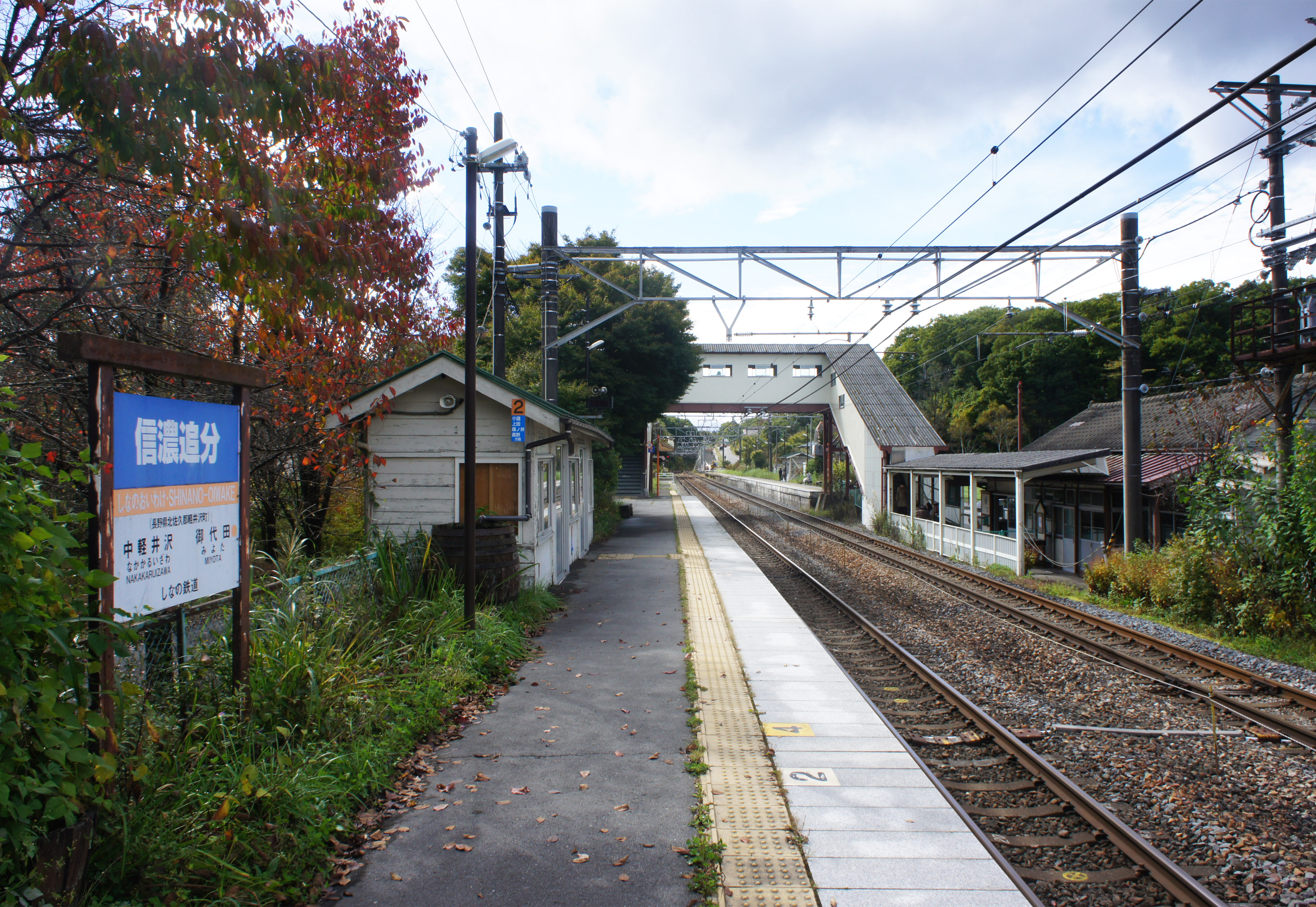
ホーム

## 利用状況
「軽井沢町の統計」によると、2022年度（令和4年度）の1日平均乗車人員は222人である。
2004年度（平成16年度）以降の推移は以下の通り。
| 乗車人員推移       | 乗車人員推移     | 乗車人員推移 |
| 年度               | 1日平均 乗車人員 | 出典         |
| ------------------ | ---------------- | ------------ |
| 2004年（平成16年） | 153              | [ 軽井沢 2 ] |
| 2005年（平成17年） | 157              | [ 軽井沢 2 ] |
| 2006年（平成18年） | 164              | [ 軽井沢 2 ] |
| 2007年（平成19年） | 158              | [ 軽井沢 2 ] |
| 2008年（平成20年） | 162              | [ 軽井沢 2 ] |
| 2009年（平成21年） | 186              | [ 軽井沢 2 ] |
| 2010年（平成22年） | 177              | [ 軽井沢 2 ] |
| 2011年（平成23年） | 190              | [ 軽井沢 2 ] |
| 2012年（平成24年） | 179              | [ 軽井沢 2 ] |
| 2013年（平成25年） | 238              | [ 軽井沢 2 ] |
| 2014年（平成26年） | 260              | [ 軽井沢 1 ] |
| 2015年（平成27年） | 250              | [ 軽井沢 1 ] |
| 2016年（平成28年） | 259              | [ 軽井沢 1 ] |
| 2017年（平成29年） | 257              | [ 軽井沢 1 ] |
| 2018年（平成30年） | 256              | [ 軽井沢 1 ] |
| 2019年（令和元年） | 239              | [ 軽井沢 1 ] |
| 2020年（令和02年） | 156              | [ 軽井沢 1 ] |
| 2021年（令和03年） | 173              | [ 軽井沢 1 ] |
| 2022年（令和04年） | 222              | [ 軽井沢 1 ] |

## 駅周辺
- 軽井沢追分郵便局
- 中山道・北国街道 追分宿[1]。
- 練馬区立軽井沢少年自然の家 ベルデ軽井沢

## バス路線
「信濃追分駅」停留所にて、千曲バス（軽井沢町内循環バス西コース）が発着する。
- 軽井沢病院
- 三ツ石公民館

## その他

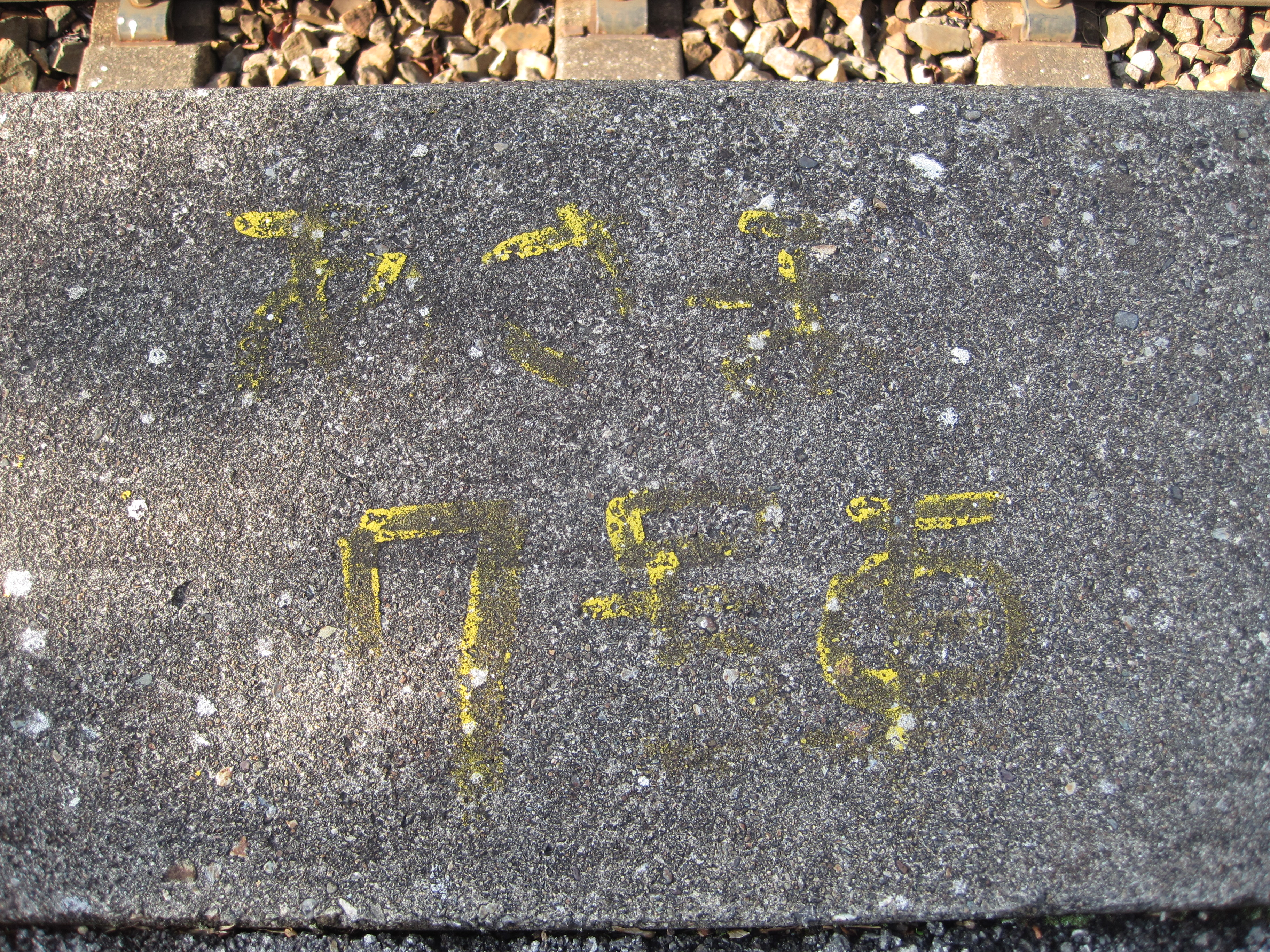
下りホームに残る特急「あさま」の乗車位置案内

- プラットホームからは浅間山等が一望出来、その案内板も設置されている。
- 下りホームにJR信越本線時代の特急あさまの乗車位置案内がうっすらと残っている。
- 鉄道紀行作家の宮脇俊三は「旅情を誘われ、信濃路の終わりを感じさせられる」、フリーライターの所澤秀樹は「人生の分かれ道のような感傷めいたものを感じさせる名」と、それぞれこの駅名を表現している。
- しなの鉄道が、将来的に本駅 - 上田駅間の単線化を検討していると報じられた[13]。

## 隣の駅
しなの鉄道
■しなの鉄道線
- 観光列車「ろくもん」停車駅

□快速・■普通
中軽井沢駅 - 信濃追分駅 - 御代田駅

### 記事本文
1. 1 2 3 4 5 6 7 8 9 10  信濃毎日新聞社出版部『長野県鉄道全駅 増補改訂版』信濃毎日新聞社、2011年7月24日、240頁。ISBN 9784784071647。
2. 1 2 3  緯度経度付き全国沿線・駅データベース - 公益財団法人国土地理協会、2015年8月6日閲覧。
3. ↑  塩野哲也「木造駅舎の証言 第92回 信濃追分駅」『鉄道ジャーナル』第688号、鉄道ジャーナル社、2024年2月、5頁。
4. ↑  1969年（昭和44年）9月27日日本国有鉄道公示第294号「停車場の営業範囲の改正」
5. ↑  1972年（昭和47年）3月15日日本国有鉄道公示第654号「停車場の営業範囲の改正」
6. ↑  1974年（昭和49年）9月12日日本国有鉄道公示第208号「駅の営業範囲の改正」
7. ↑  1984年（昭和59年）1月30日日本国有鉄道公示第174号「駅の営業範囲の改正」
8. ↑  「通報 ●福知山線石生駅ほか147駅の駅員無配置について（旅客局）」『鉄道公報号外』日本国有鉄道総裁室文書課、1985年3月12日、15-16面。
9. 1 2  石野哲（編）『停車場変遷大事典 国鉄・JR編 Ⅱ』（初版）JTB、1998年10月1日、575頁。ISBN 978-4-533-02980-6。
10. 1 2  “信濃追分駅に自動券売機を設置します 平成25年7月13日（土）から運用開始!” (PDF).   しなの鉄道. 2019年3月2日時点のオリジナルよりアーカイブ。2020年7月3日閲覧。
11. ↑  “さよなら、あたらさん！ 信濃追分駅舎の編集室が閉鎖に”. 軽井沢ウェブ.   軽井沢新聞社 (2020年11月6日). 2022年5月21日時点のオリジナルよりアーカイブ。2022年12月11日閲覧。
12. ↑  “しなの鉄道全線への「Suica」導入について”.   しなの鉄道. 2025年2月27日閲覧。
13. ↑  遠藤和希、北崎礼子「しなの鉄道ピンチ　「地方の鉄路を残すため」線路撤去費などの支援を」『朝日新聞』2023年12月14日。2023年12月14日閲覧。

### 利用状況
軽井沢町の統計
1. 1 2  “令和5年度 軽井沢町の統計” (PDF).   軽井沢町. p. 73 (2023年8月31日). 2023年11月10日時点のオリジナルよりアーカイブ。2023年11月10日閲覧。
2. ↑  “平成26年度 軽井沢町の統計” (PDF).   軽井沢町. p. 75 (2014年6月). 2023年11月10日時点のオリジナルよりアーカイブ。2023年11月10日閲覧。